# Bejīr Kol
Bejīr Kol (persiska: بجیر کل) är en ort i Iran.   Den ligger i provinsen Gilan, i den nordvästra delen av landet, 250 km nordväst om huvudstaden Teheran. Antalet invånare är 326.
Terrängen runt Bejīr Kol är mycket platt. Runt Bejīr Kol är det tätbefolkat, med 659 invånare per kvadratkilometer. Närmaste större samhälle är Rasht, 9,2 km söder om Bejīr Kol. Trakten runt Bejīr Kol består till största delen av jordbruksmark.